# 社会福祉士養成施設
社会福祉士養成施設（しゃかいふくししようせいしせつ）とは、社会福祉士養成校のことで社会福祉士の養成施設。
- 一般養成施設（大学卒業者等対象）
- 短期養成施設（福祉系大学卒業者等対象）
- 厚生労働省に社会福祉士国家試験指定科目の開講の承認を受けた施設

に分類することができ、以下に施設名を列挙する。社団法人 日本社会福祉士養成校協会も参照されたい。

## 大学等養成施設
厚生労働省に社会福祉士国家試験指定科目の開講の承認を受けた施設である。
- 社会福祉大学院（2校）
- 福祉系大学（192校）
- 社会福祉主事養成の専修学校（27校）
- 福祉系短期大学（13校）

など。

## 一般養成施設（大学卒業者等対象）
新潟県
- 国際こども・福祉カレッジ 社会福祉学科（昼間1年）
- 日本福祉医療専門学校 社会福祉専攻科（昼間1年）

埼玉県
- 埼玉福祉保育医療製菓調理専門学校 社会福祉士養成科（夜間1年）

東京都
- 上智社会福祉専門学校 社会福祉士・児童指導員科（夜間2年）
- 東京福祉専門学校 社会福祉士一般養成科（夜間1年）
- 首都医校 社会福祉学科（昼間1年）
- 日本福祉教育専門学校 社会福祉士養成学科（昼間1年）
- 日本福祉教育専門学校 社会福祉士養成科（夜間1年）
- 臨床福祉専門学校 臨床福祉学科（昼間1年）
- 臨床福祉専門学校 臨床福祉学科（夜間1年）

神奈川県
- 横浜国際福祉専門学校 総合福祉学科（昼間1年）

愛知県
- 東海医療福祉専門学校 社会福祉科昼間課程（昼間1年）
- 名古屋医専 社会福祉士学科（夜間）（夜間1年）
- 日本福祉大学中央福祉専門学校 社会福祉士科夜間課程（夜間1年）

京都府
- 京都国際社会福祉センター 社会福祉士養成課程（夜間2年）
- 京都医健専門学校 教育・社会福祉専門課程社会福祉科 一般養成（夜間1年）

大阪府
- 大阪ハイテクノロジー専門学校 社会福祉専攻科（夜間2年）
- 大阪保健福祉専門学校 社会福祉専攻科（夜間1年）
- 南海福祉看護専門学校 社会福祉士養成通信課程（通信1年6月）
- 日本メディカル福祉専門学校 社会福祉士科（昼間1年）
- 日本メディカル福祉専門学校 社会福祉士科夜間（夜間1年）

広島県
- 広島福祉専門学校 社会福祉士科昼間課程（昼間1年）
- 広島福祉専門学校 社会福祉士科夜間課程（夜間1年）

福岡県
- 渕上医療福祉専門学校 社会福祉士養成科昼間課程（昼間1年）

大分県
- 智泉総合福祉専門学校 社会福祉士学科（昼間1年）

宮崎県
- 宮崎福祉医療カレッジ 社会福祉士学科昼間課程（昼間1年）

沖縄県
- 専門学校琉球リハビリテーション学院 社会福祉学科（夜間1年）

## 通信教育での一般養成施設
北海道
- 札幌医学技術福祉歯科専門学校 社会福祉士通信課程（通信1年10月）
- 大原医療福祉専門学校 社会福祉士通信課程（通信1年7月）

岩手県
- 盛岡医療福祉専門学校 社会福祉士通信教育コース（通信1年7月）

宮城県
- 仙台医療福祉専門学校 社会福祉士通信課程（通信1年9月）

福島県
- 国際メディカルテクノロジー専門学校 社会福祉士通信課程（通信1年9月）

新潟県
- 日本こども福祉専門学校 社会福祉士通信学科（通信1年6月）

群馬県
- 群馬社会福祉専門学校 社会福祉士通信課程（通信1年7月）
- 専門学校高崎福祉医療カレッジ 社会福祉士科（通信1年6月）

東京都
- アルファ医療福祉専門学校 社会福祉士通信科（通信1年6月）
- NHK学園 社会福祉士課程 社会福祉士養成課程（通信2年）
- 品川区社会福祉協議会 社会福祉士養成コース（通信1年9月）
- 東京福祉保育専門学校 社会福祉士養成通信課程（通信1年10月）
- 日本社会事業大学通信教育科 社会福祉士養成課程（通信1年7月）
- 日本知的障害者福祉協会 社会福祉士養成所（通信1年7月）
- 日本福祉教育専門学校 社会福祉士養成通信課程（通信1年7月）

千葉県
- 江戸川学園おおたかの森専門学校 社会福祉士養成学科通信課程（通信1年6月）

神奈川県
- 全国社会福祉協議会中央福祉学院 社会福祉士通信課程（通信1年7月）
- 茅ヶ崎リハビリテーション専門学校 社会福祉専攻科（通信1年6月）
- YMCA福祉専門学校 社会福祉科（通信1年6月）

愛知県
- 東海医療福祉専門学校 社会福祉科通信課程（通信1年10月）
- 保育・介護・ビジネス名古屋専門学校 社会福祉士養成通信課程（通信1年10月）
- 日本総合研究所 社会福祉士養成所通信課程（通信1年9月）
- 日本福祉大学中央福祉専門学校 社会福祉士科通信課程（通信2年）

滋賀県
- 華頂社会福祉専門学校 社会福祉科通信（通信2年）

京都府
- 京都医療福祉専門学校 社会福祉士科一般養成課程（通信）（通信1年7月）
- 京都YMCA国際福祉専門学校 社会福祉士科（通信課程）（通信1年9月）

大阪府
- 大阪社会福祉専門学校 社会福祉科通信課程（通信1年7月）
- 大阪保健福祉専門学校 社会福祉士通信教育科（通信1年7月）
- 日本メディカル福祉専門学校 社会福祉士科一般通信課程（通信1年7月）
- 大阪国際福祉専門学校 社会福祉士養成通信課程（通信1年7月）
- 大阪医療福祉製菓専門学校梅田校 社会福祉士養成通信課程（通信1年7月）

兵庫県
- 近畿大学豊岡短期大学通信教育部 社会福祉士養成通信課程（通信1年7月）

和歌山県
- 和歌山社会福祉専門学校 社会福祉科通信課程（通信1年7月）

広島県
- 専門学校西広島教育福祉学院 社会福祉士科（通信1年6月）
- ヒューマンウェルフェア広島専門学校 社会福祉士通信学科（通信1年9月）
- 専門学校福祉リソースカレッジ広島 社会福祉学科通信課程（通信1年9月）
- 広島福祉専門学校 社会福祉士科通信課程（通信1年6月）
- 穴吹医療福祉専門学校 社会福祉学科（通信）（通信1年6月）

山口県
- YIC看護福祉専門学校 社会福祉士通信課程（通信1年6月）

香川県
- 専門学校穴吹パティシエ福祉カレッジ 社会福祉学科一般養成課程（通信1年7月）

愛媛県
- 四国中央医療福祉総合学院 社会福祉学科通信課程（通信1年8月）

福岡県
- 麻生医療福祉専門学校福岡校 社会福祉士養成通信課程（通信1年7月）
- 専門学校共生館国際福祉医療カレッジ 社会福祉士通信学科（通信1年6月）
- Ｆ・Ｃフチガミ医療福祉専門学校 社会福祉士科通信課程（通信1年6月）
- 大原保育医療福祉専門学校 社会福祉士養成通信学科（通信1年7月）

佐賀県
- 九州医療専門学校 社会福祉士通信学科（通信1年6月）

熊本県
- 熊本YMCA学院 社会福祉学科通信制（通信1年7月）

宮崎県
- 宮崎福祉医療カレッジ 社会福祉士学科通信課程（通信1年7月）

## 短期養成施設（福祉系大学卒業者等対象）
新潟県
- 日本こども福祉専門学校 社会福祉士短期通信学科（通信9月）

群馬県
- 専門学校高崎福祉医療カレッジ 社会福祉士科短期養成課程（通信9月）

東京都
- 東京福祉専門学校 社会福祉士短期養成通信課程（通信9月）
- アルファ医療福祉専門学校 社会福祉士通信科短期養成コース（通信9月）
- NHK学園 社会福祉士養成課程短期養成科（通信1年）
- 日本社会事業大学 通信教育科社会福祉士短期養成課程（通信1年）

神奈川県
- 横浜国際福祉専門学校 社会福祉士短期養成科（通信10月）
- 全国社会福祉協議会中央福祉学院 社会福祉士短期通信課程（通信10月）

京都府
- 京都医療福祉専門学校 社会福祉士科短期養成課程（通信）（通信11月）

大阪府
- 日本メディカル福祉専門学校 社会福祉士科短期通信課程（通信9月）

香川県
- 専門学校穴吹パティシエ福祉カレッジ 社会福祉学科短期養成課程（通信9月）